# NGC 874
NGC 874 est une lointaine et très vaste galaxie spirale située dans la constellation de la Baleine. NGC 874 a été découverte par l'astronome américain Frank Müller en 1886.

## Caractéristiques
Sa vitesse par rapport au fond diffus cosmologique est de 11 880 ± 38 km/s, ce qui correspond à une distance de Hubble de 175 ± 12 Mpc (∼571 millions d'al).
La classe de luminosité de NGC 874 est I-II.